# Pudding Lane

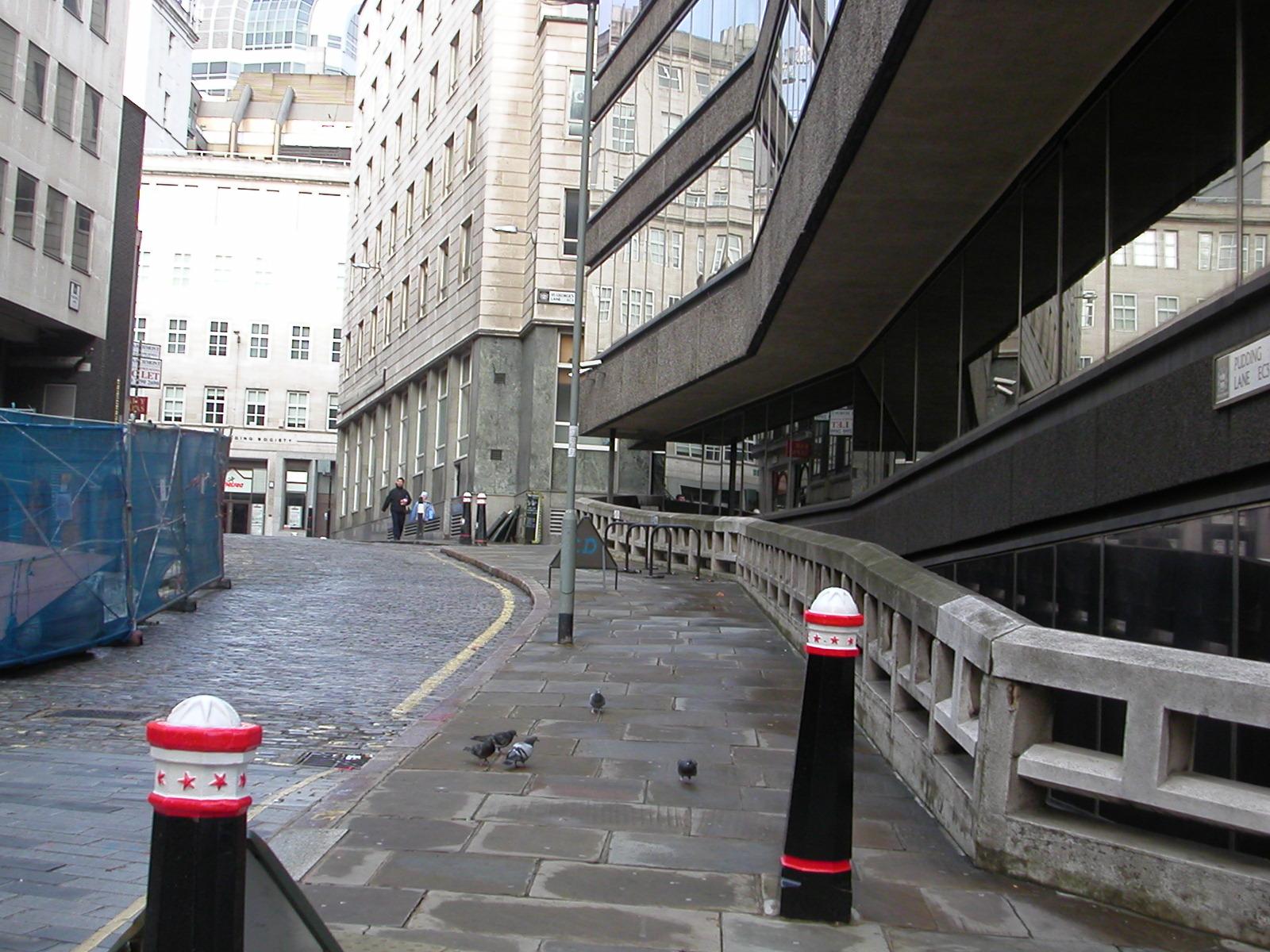
A Pudding Lane ma

A Pudding Lane a City of London egyik utcája a London Bridge közelében. Egykor itt állt Thomas Farriner péksége, ahol 1666-ban kitört a nagy londoni tűzvész. A közelben található a Monument to the Great Fire of London, a tűzvész emlékműve.
John Stow krónikás szerint a sikátor neve a középkori „puddings” szóból ered, amivel a belsőségeket és szerveket illették. Egykor itt állt az a ház, amiben az eastcheapi hentesek forrázták a sertést, és belsőségeiket a sikátoron keresztül vitték a Temzéhez.
Azon az épületen, amiben felcsaptak a lángok, egy emléktábla állt, amely azt hirdette, hogy a pápisták egyik ügynöke, Hubert okozta a katasztrófát. Robert Hubert egy bolond francia órakészítő volt, akit vallomásáért – miszerint ő kezdte a tüzet – felakasztottak. Később kiderült, hogy már két napja tombolt a tűzvész, amikor megérkezett Londonba.
A Pudding Lane-hez legközelebbi metróállomás az emlékmű után a Monument nevet kapta.